# Молодёжный (Нижегородская область)
Молодёжный — посёлок в Павловском районе Нижегородской области России. Входит в Павловский  муниципальный округ.

## География
Находится в северо-западной части Приволжской возвышенности.
Климат
Климат в посёлке, как и во всем районе, умеренно континентальный, с холодной зимой и тёплым летом.

## История
До мая 2020 года деревня входила в состав Абабковского сельсовета. После его упразднения входит в муниципальное образование Павловский муниципальный округ Нижегородской области.
В 1965 г. Указом Президиума ВС РСФСР поселок профтехучилище № 1 переименован в Молодёжный.

## Население
| 2002 | 2010 |
| ---- | ---- |
| 45   | →45  |

## Инфраструктура
В посёлке находится Абабковский Николаевский Георгиевский женский монастырь, основанный по благословению Серафима Саровского. В советское время монастырь был ликвидирован, а его храмы разрушены. Здесь была размещена женская колония. В настоящее время ведётся восстановление монастыря.
Социальная инфраструктура в соседнем селе Абабково: детский сад, начальная школа, сельский дом культуры, библиотека, фельдшерско-акушерский пункт, отделение почты России.

## Транспорт
Просёлочная дорога.